# فرانک جی. کولمن
فرانک جی. کولمن (انگلیسی: Frank J. Coleman; ۲۶ آوریل ۱۸۸۸ – ۲۹ نوامبر ۱۹۴۸) بازیگر فیلم صامت اهل ایالات متحده آمریکا بود.

## فیلم‌شناسی
- بانک (۱۹۱۵)
- دست‌انداختن کارمن (۱۹۱۵)
- بازرس فروشگاه (۱۹۱۶)
- سرسره‌بازی (۱۹۱۶)
- خانه‌به‌دوش (۱۹۱۶)
- آتش‌نشان (۱۹۱۶)
- کنت (۱۹۱۶)
- سمساری (۱۹۱۶)
- درمان (۱۹۱۷)
- ایزی استریت (۱۹۱۷)
- مهاجر (۱۹۱۷)
- The Cave Girl (۱۹۲۱)
- نمایش (۱۹۲۲)